# Ömyrzak Sułtangazin
Ömyrzak Machmutuły Sułtangazin (kaz. Өмірзақ Махмұтұлы Сұлтанғазин, ros. Умирза́к Махму́тович Султанга́зин, ur. 4 października 1936 w miejscowości Karaoba w obwodzie kustanajskim, zm. 23 maja 2005) – radziecki i kazachski matematyk.
W 1958 ukończył Kazachski Uniwersytet Państwowy, potem pracował jako wykładowca i naukowiec, został doktorem nauk fizyczno-matematycznych, później profesorem. Od 1968 członek KPZR, od 1978 dyrektor Instytutu Matematyki i Mechaniki Akademii Nauk Kazachskiej SRR, akademik Akademii Nauk ZSRR, 1986–1988 wiceprezydent, a 1988–1991 prezydent Akademii Nauk Kazachskiej SRR. Deputowany ludowy ZSRR, 1990-1991 członek KC KPZR, od 1992 prezydent Akademii Nauk Republiki Kazachstanu. Laureat Nagrody Państwowej ZSRR (1987).